# Poynting-Faktor
Der Poynting-Faktor {\displaystyle \Pi _{0i}} (auch: Poynting-Korrektur) bezeichnet eine Größe aus der chemischen Thermodynamik und kann als Korrektur des Standarddrucks auf den Druck der Mischung verstanden werden. 

## Definition
Der Poynting-Faktor ergibt sich als Exponentialterm:
{\displaystyle \Pi _{0i}=\exp \left({\frac {1}{RT}}\int _{p_{0i}^{LV}}^{p}v_{0i}^{L}\,dp\right)}
mit
- universelle Gaskonstante R
- absolute Temperatur T
- Dampfdruck {\displaystyle p_{0i}^{LV}} des reinen Stoffes i (Index {\displaystyle ^{LV}} für engl. liquid-vapor)
- Systemdruck p
- molares Volumen {\displaystyle v_{0i}^{L}} des reinen Stoffes i in der Flüssigphase (Index {\displaystyle ^{L}} für engl. liquid).

Bei hinreichender Entfernung vom kritischen Punkt lässt sich die Gleichung wie folgt schreiben:
{\displaystyle \Pi _{0i}=\exp \left({\frac {v_{0i}^{L}(p-p_{0i}^{LV})}{RT}}\right)}
Eine Faustregel besagt, dass die Poynting-Korrektur vernachlässigt werden kann, wenn die Differenz zwischen Systemdruck und Dampfdruck kleiner als 10 bar ist:
{\displaystyle p-p_{0i}^{LV}\leq 10\,\mathrm {bar} \Rightarrow \Pi _{0i}\approx 1}

## Poynting-Faktor für die flüssige Phase
Die Fugazität {\displaystyle f_{0i}^{L}} eines reinen, realen Stoffes i in der Flüssigphase ergibt sich zu: 

{\displaystyle f_{0i}^{L}=\varphi _{0i}^{LV}\cdot p_{0i}^{LV}\cdot \Pi _{0i}}
mit
- Fugazitätskoeffizient {\displaystyle \varphi _{0i}^{LV}} der reinen Flüssigphase, bestehend aus Stoff i, bezogen auf den Dampfdruck.

Damit lässt sich über das Isofugazitätskriterium, der Gleichsetzung der Fugazität einer Komponenten in der Gasphase mit ihrer Fugazität in der Flüssigphase, eine Phasengleichgewichtsbeziehung aufstellen, die für jede Komponente eines im Phasengleichgewicht stehenden Systems erfüllt sein muss:
{\displaystyle y_{i}\cdot \varphi _{i}\cdot p=x_{i}\cdot \varphi _{0i}^{LV}\cdot p_{0i}^{LV}\cdot \Pi _{0i}\cdot \gamma _{i}}
mit
- Molenbruch {\displaystyle y_{i}} der Komponente i in der Gasphase
- Fugazitätskoeffizient {\displaystyle \varphi _{i}} der Komponente i in der Gasphase
- Molenbruch {\displaystyle x_{i}} der Komponente i in der Flüssigphase
- Aktivitätskoeffizient {\displaystyle \gamma _{i}} der Komponente i.

## Poynting-Faktor für die feste Phase
Analog zur flüssigen Phase lässt sich auch ein Poynting-Faktor für die feste Phase definieren. Dieser berücksichtigt den Einfluss auf die Fugazität der Komponente im Feststoff infolge der Abweichung des Systemdrucks vom Sättigungsdruck.